# Biserica de lemn din Finișel

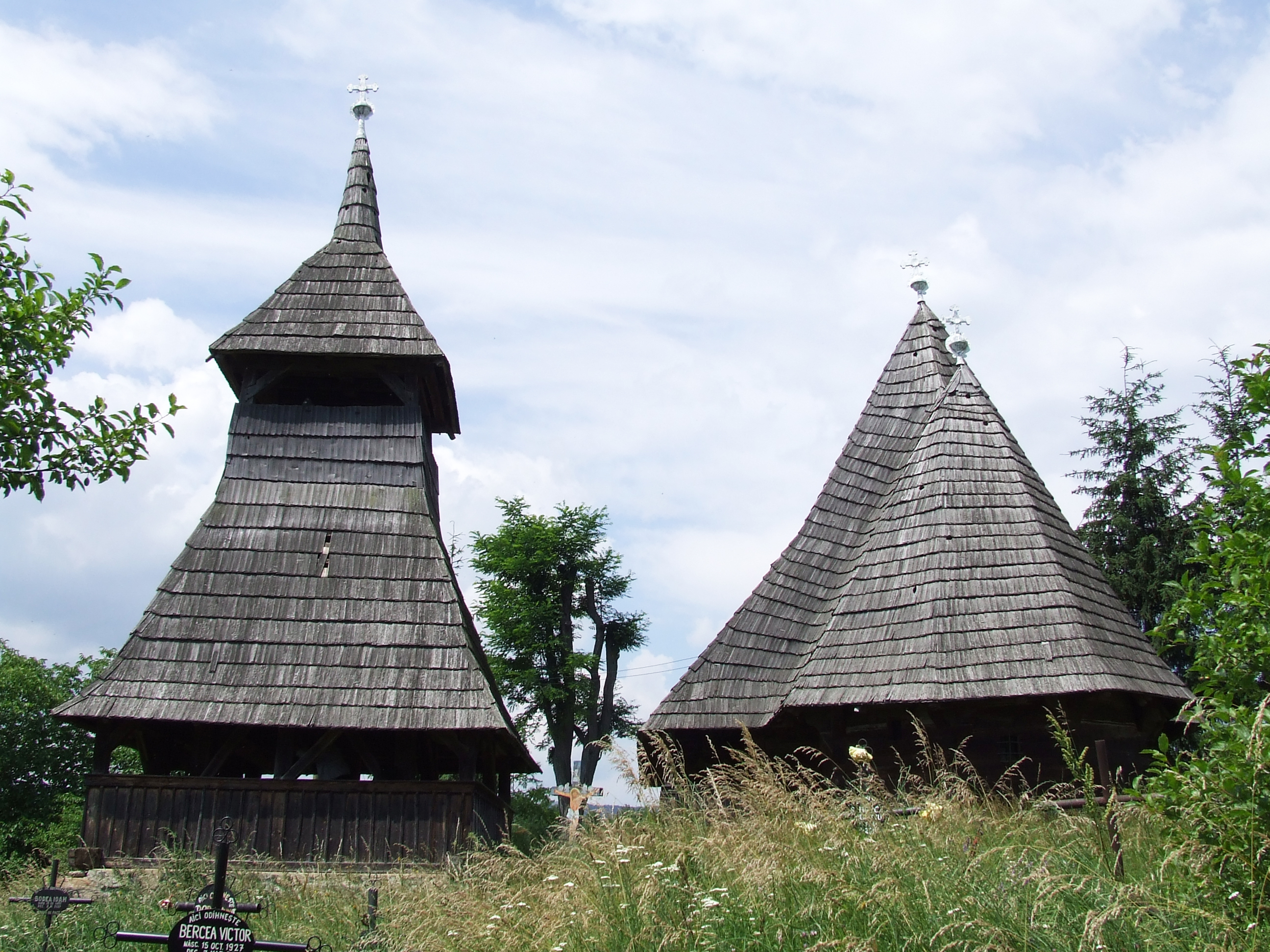
Biserica de lemn din Finişel, județul Cluj

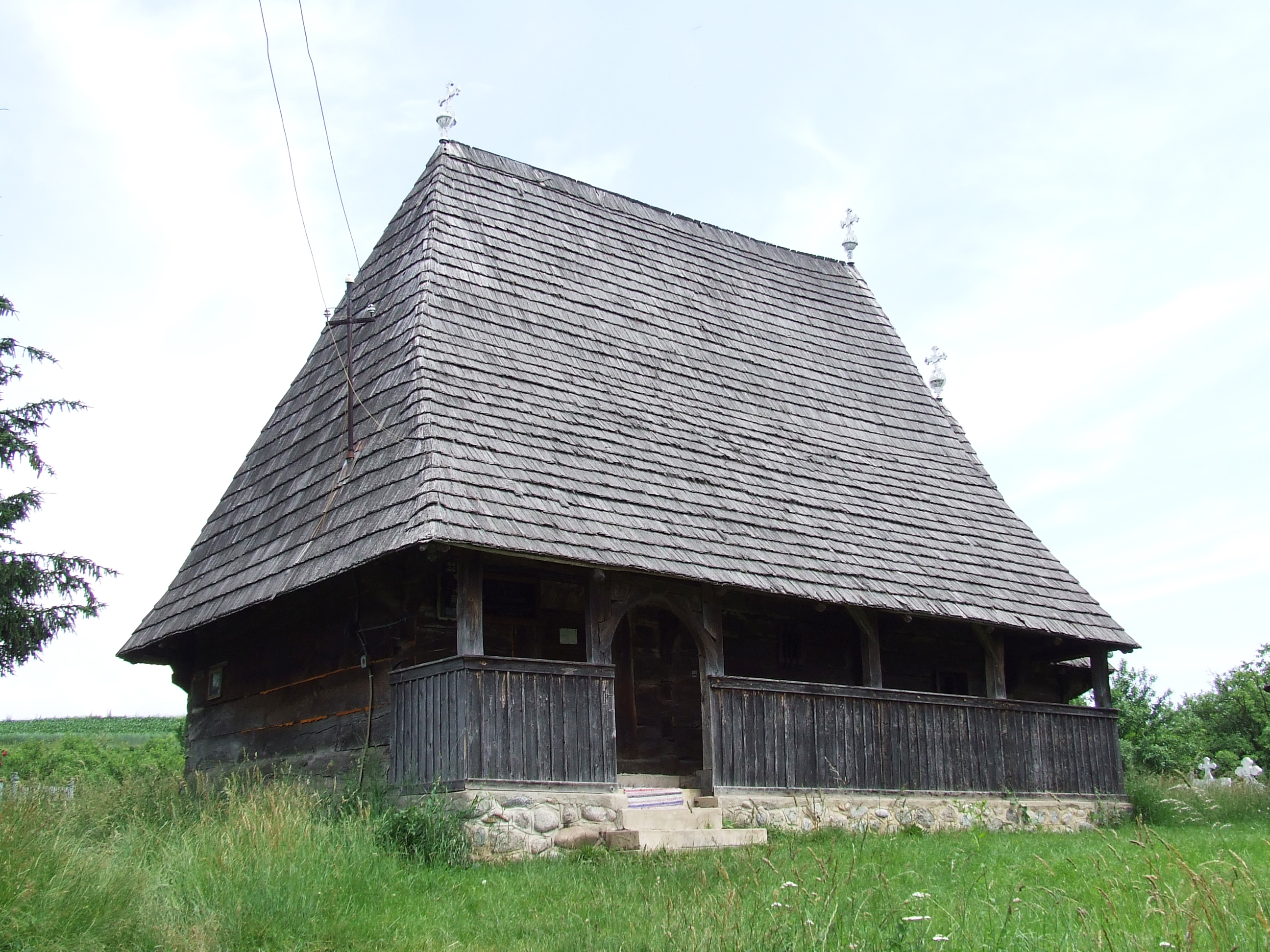
Biserica de lemn din Finişel, județul Cluj

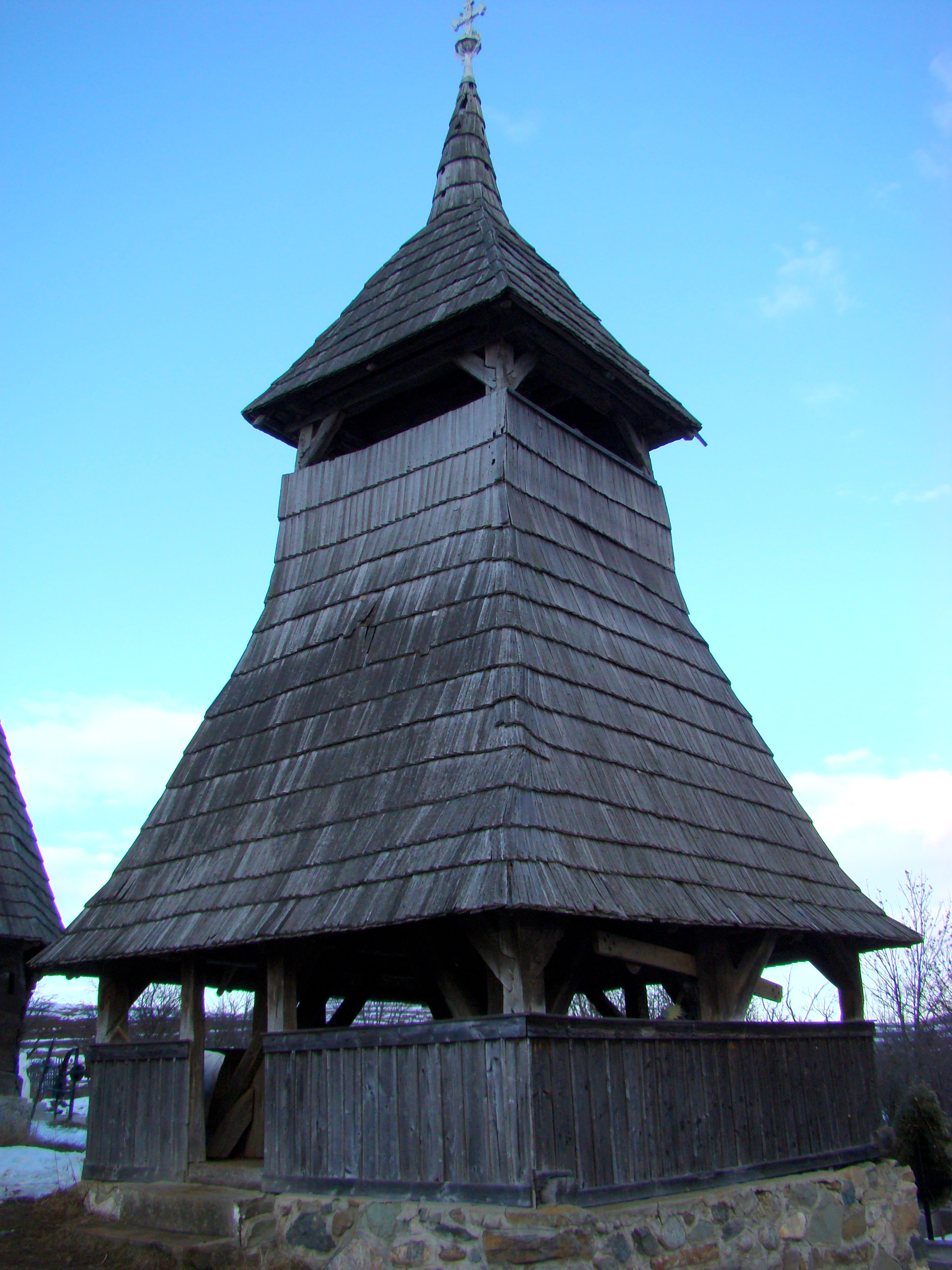
Clopotnița de lemn

Biserica de lemn din Finișel, comuna Săvădisla, județul Cluj, datează din anul 1758 . Are hramul „Sfinții Arhangheli Mihail și Gavril”. Biserica se află pe noua listă a monumentelor istorice sub codul LMI:  CJ-II-a-A-07614.

## Istoric
Biserica de lemn din Finișel, comuna Săvădisla, monument istoric, a fost construită în 1758, după cum arată o inscripție de pe spatele iconostasului, unde se menționează alături de an și numele zugravului Petru, posibil primul decorator al bisericii. Pe peretele de sud al naosului se păstrează o inscripție în care este menționat același an alături de numele ctitorilor Neacșu Petru, Pleș Floare și Mățui Radu și meșterii Mihail, Popa Găvrilă, Sucală Toader.
Pictura. Pictura murală care se poate vedea astăzi a fost realizată de zugravii Dumitru Ispas și Ursu în 1807, fapt menționat în inscripția de deasupra ușii naosului: „Zugrăvitu-s-a această s(fântă) biserică în anul 1807 în zilele prealuminatului și pururea podomnicului împărat Franciscus al doilea, arhiereu neunit mitropolit Ștefan de la Carloviț și fiind preoții Popa Simion și Popa Marc. Zugrav Dimitrie Ispas și Ursu și s-au zugrăvit prin cheltuiala (a) tot satul la 1807. Ignatie Carabet Protopop.” Deși pictura se mai păstrează doar în partea superioară a pereților naosului și pe boltă, distrusă aproape în întregime în rest, se mai poate întrezări programul iconografic folosit de pictor: Sfânta Treime și Maica Domnului pe boltă, scene din Ciclul Patimilor și portrete de prooroci pe pereți. În absidă, pictura s-a păstrat relativ bine înfățișând sfinți ierarhi pe pereți, Sfânta Treime așezată pe o bancă, Maica Domnului pe boltă, înconjurată de cete îngerești, Iisus cu giulgiu deasupra proscomidiei. Pictura de pe iconostas este deteriorată și ea, deslușindu-se urmele unor scene tradiționale: registrul celor 12 apostoli cu Iisus, Maica Domnului cu șirul proorocilor, Răstignirea. Din ușile iconostasului lipsește cea din stânga, iar pe cea din dreapta se mai păstrează o figură de arhanghel.
În pronaos, pictura s-a menținut în stare bună pe tavan și în partea superioară a pereților și înfațișează Pilda fecioarelor și Judecata de Apoi.
La exterior, pe latura de sud, se pastrează urmele unei picturi reprezentând probabil pe cei doi arhangheli și urmele unei inscripții.
Patrimoniul. Biserica deține în patrimoniul său câteva icoane pe lemn de secol XVIII, parte din ele aparținând zugravului Nistor din Feleac: Maica Domnului cu Pruncul, Iisus Pantocrator (1772), Nașterea lui Iisus, Adormirea Maicii Domnului, Deisis, Sf. Nicolae semnată în 1762 de Nechifor zugrav, precum și o icoană pe sticlă de dimensiuni mari, înfățișând Învierea lui Iisus, datată la 1767, dar și icoane de secol XIX.
În absidă se păstrează prestolul pe al cărui picior apare inscripția: „Acest prestol l-au facut Farcașeu Antonie din Hăsdate. Văleat 1756”.
Starea de conservare. Șindrila a fost înlocuită în 1981. Starea de conservare a edificiului este relativ bună, atât la nivelul acoperișului, cât și al tălpii. Din păcate, pictura este foarte distrusă. Ar putea fi restaurate măcar porțiunile păstrate.

## Imagini din exterior

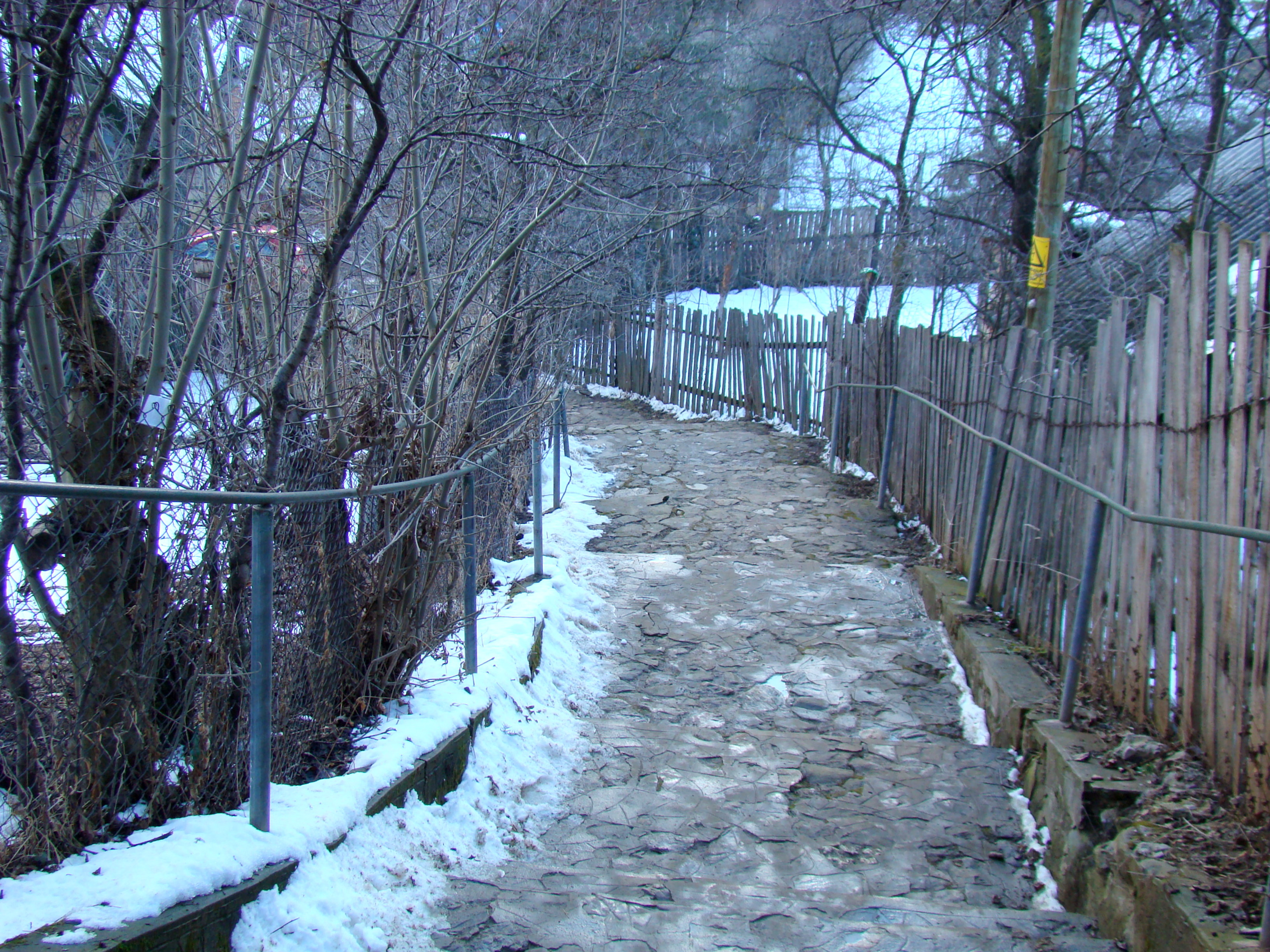
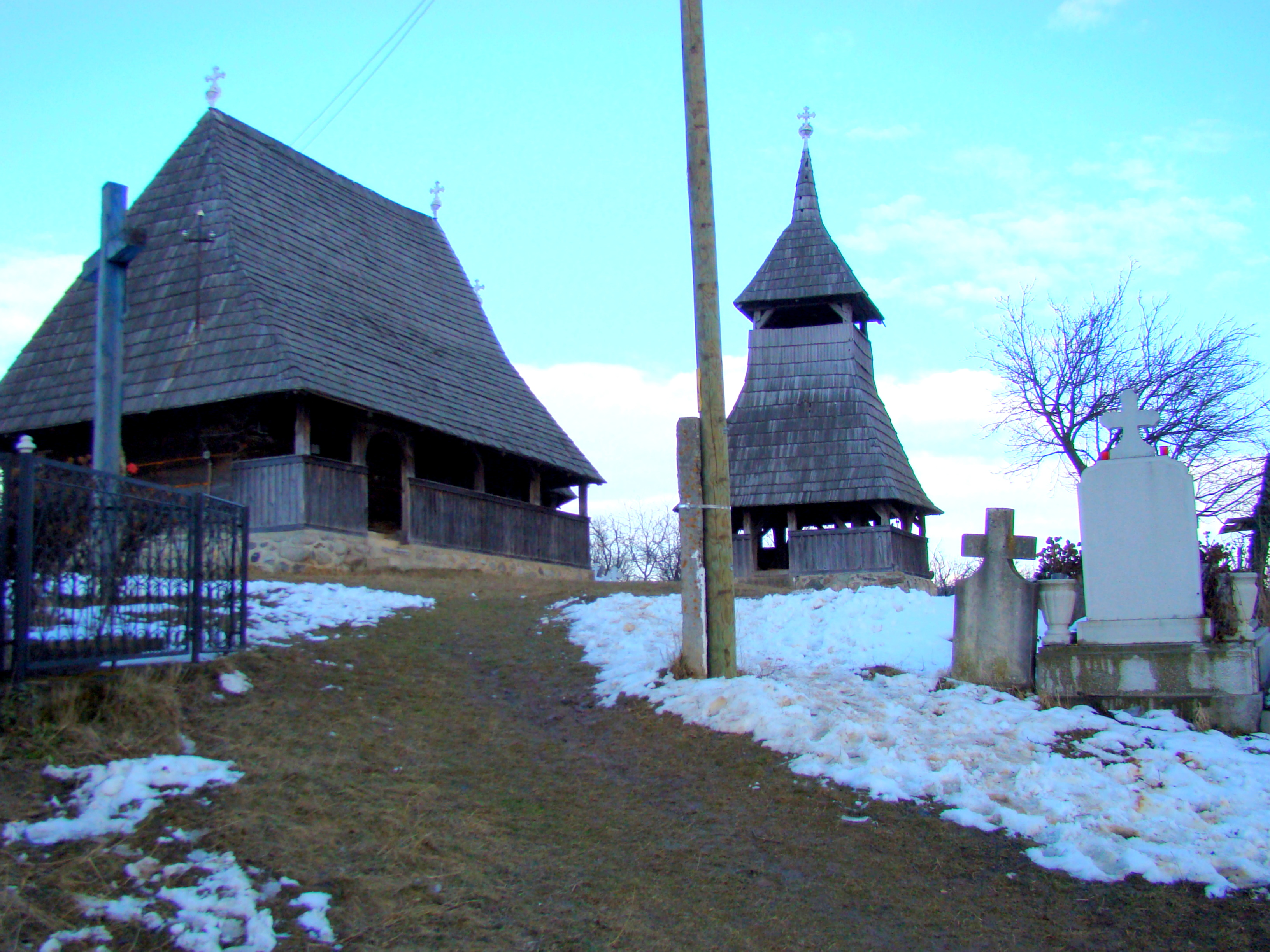
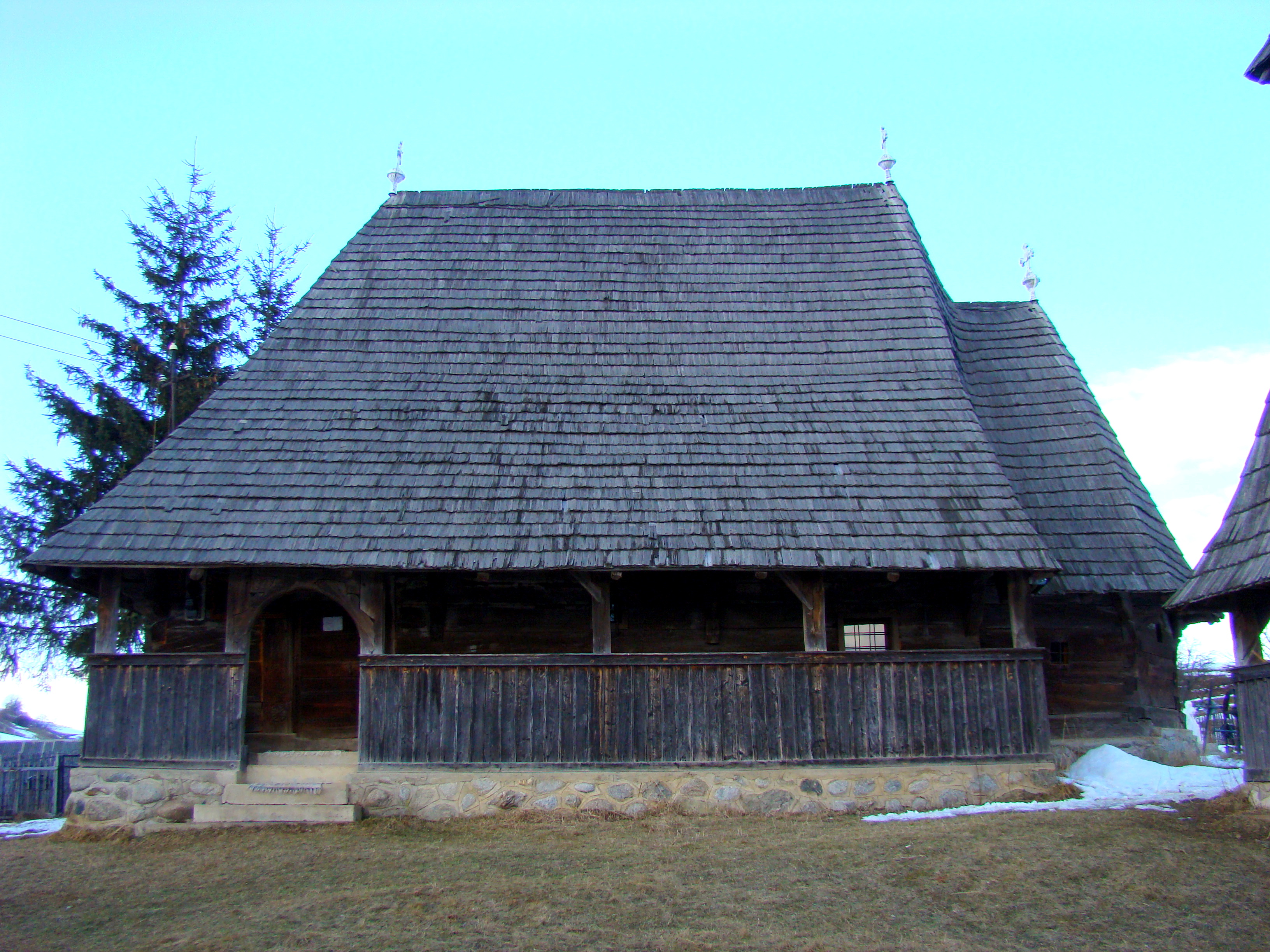
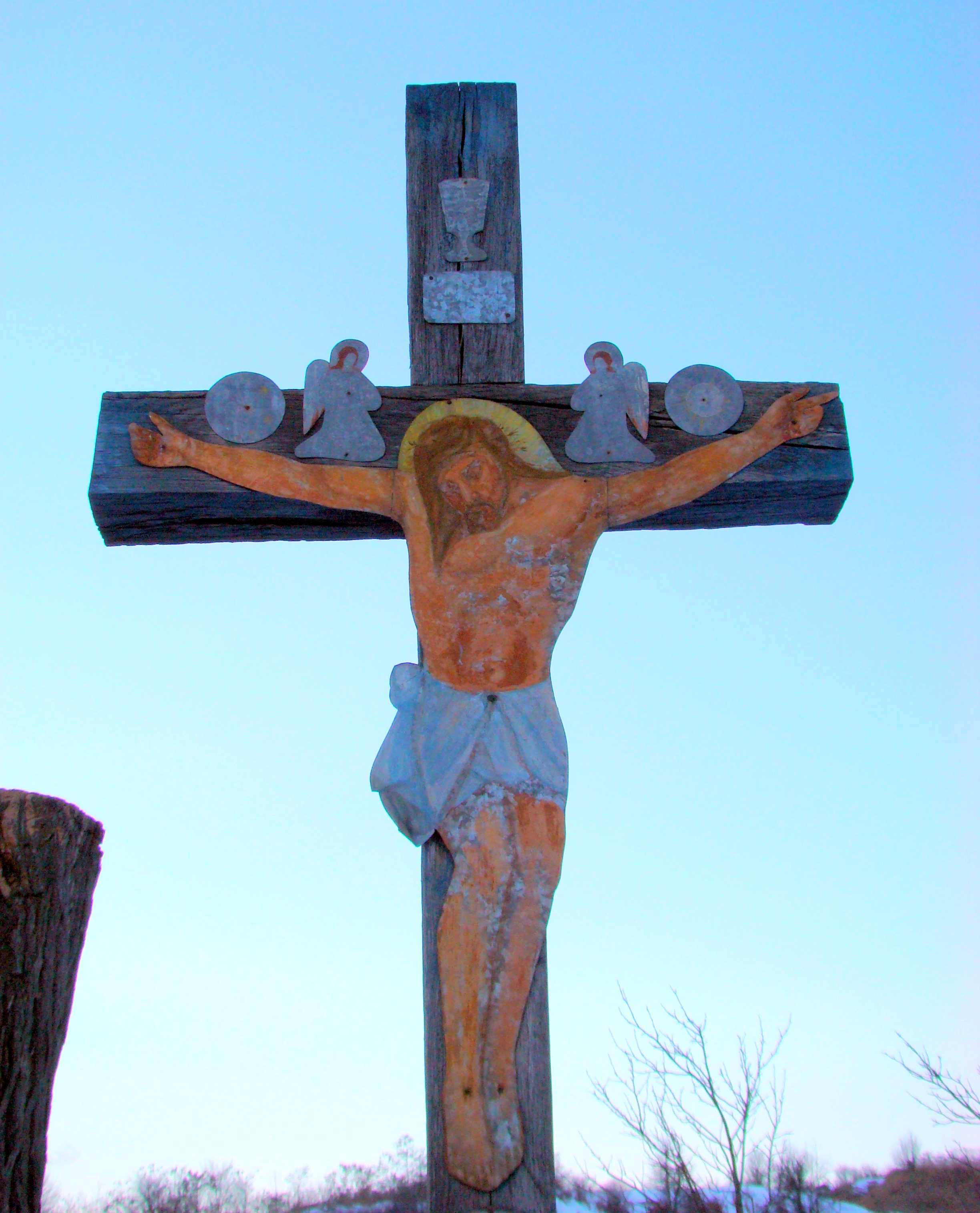
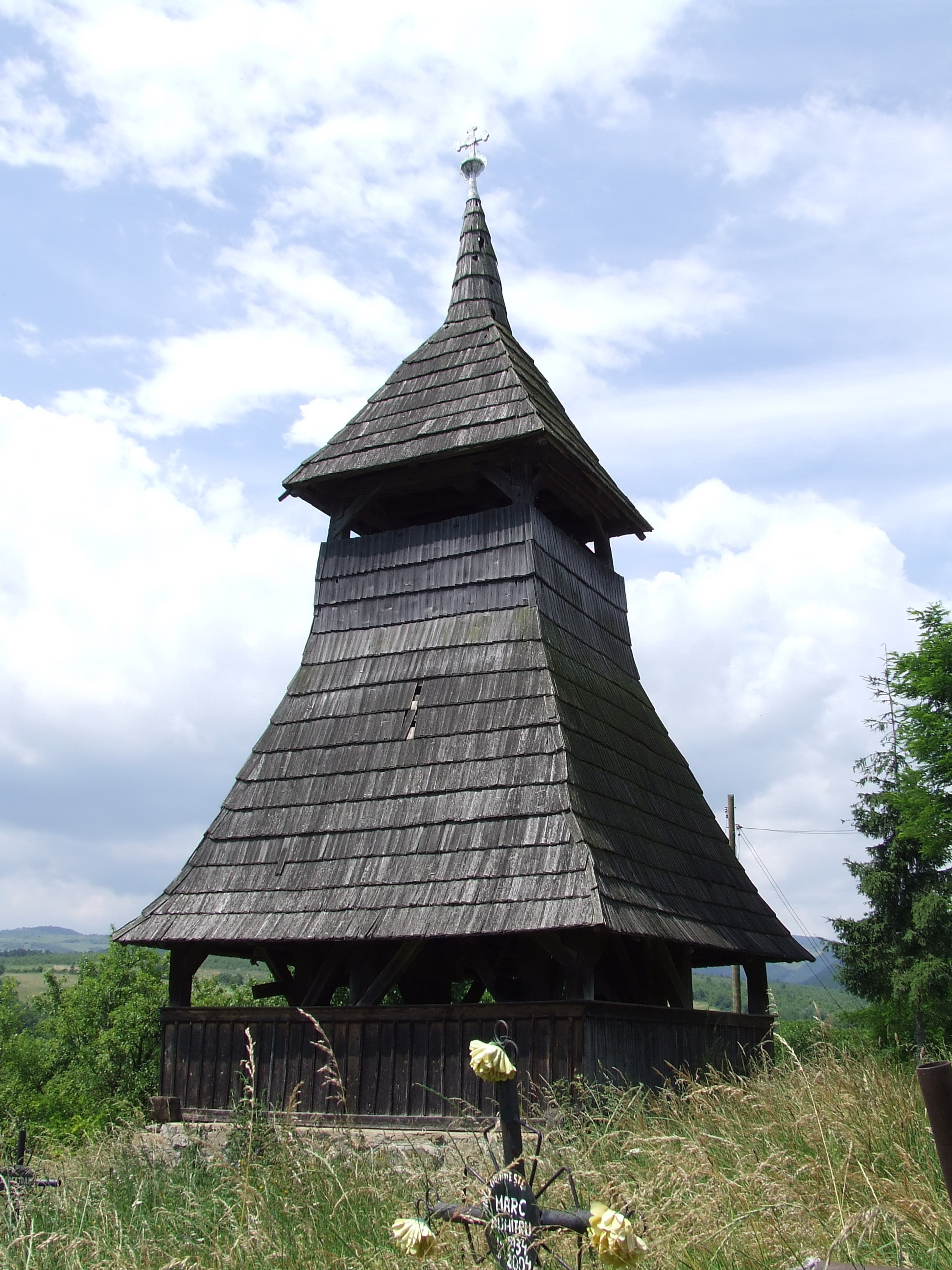
Clopotniţa
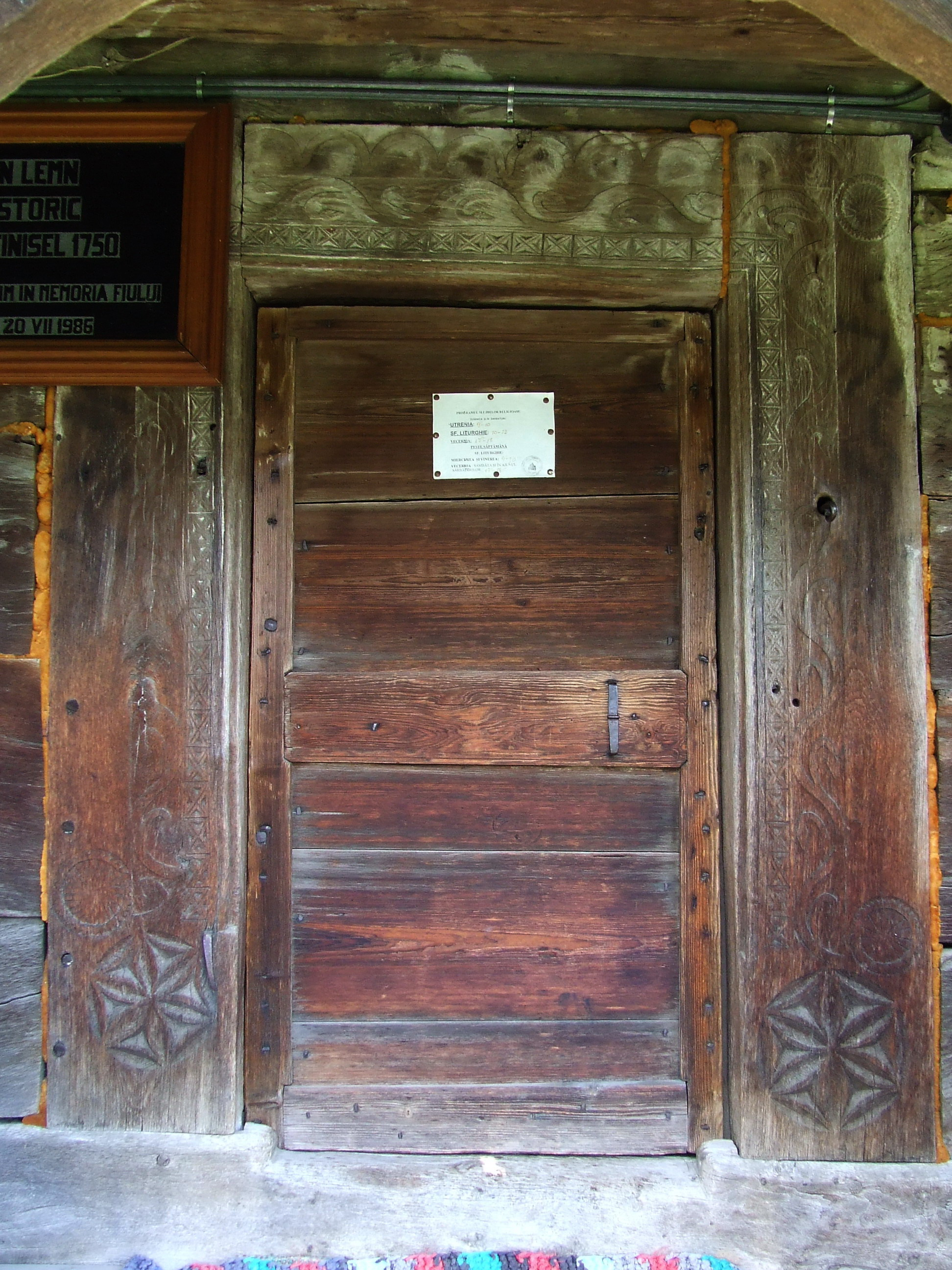
Portalul intrării
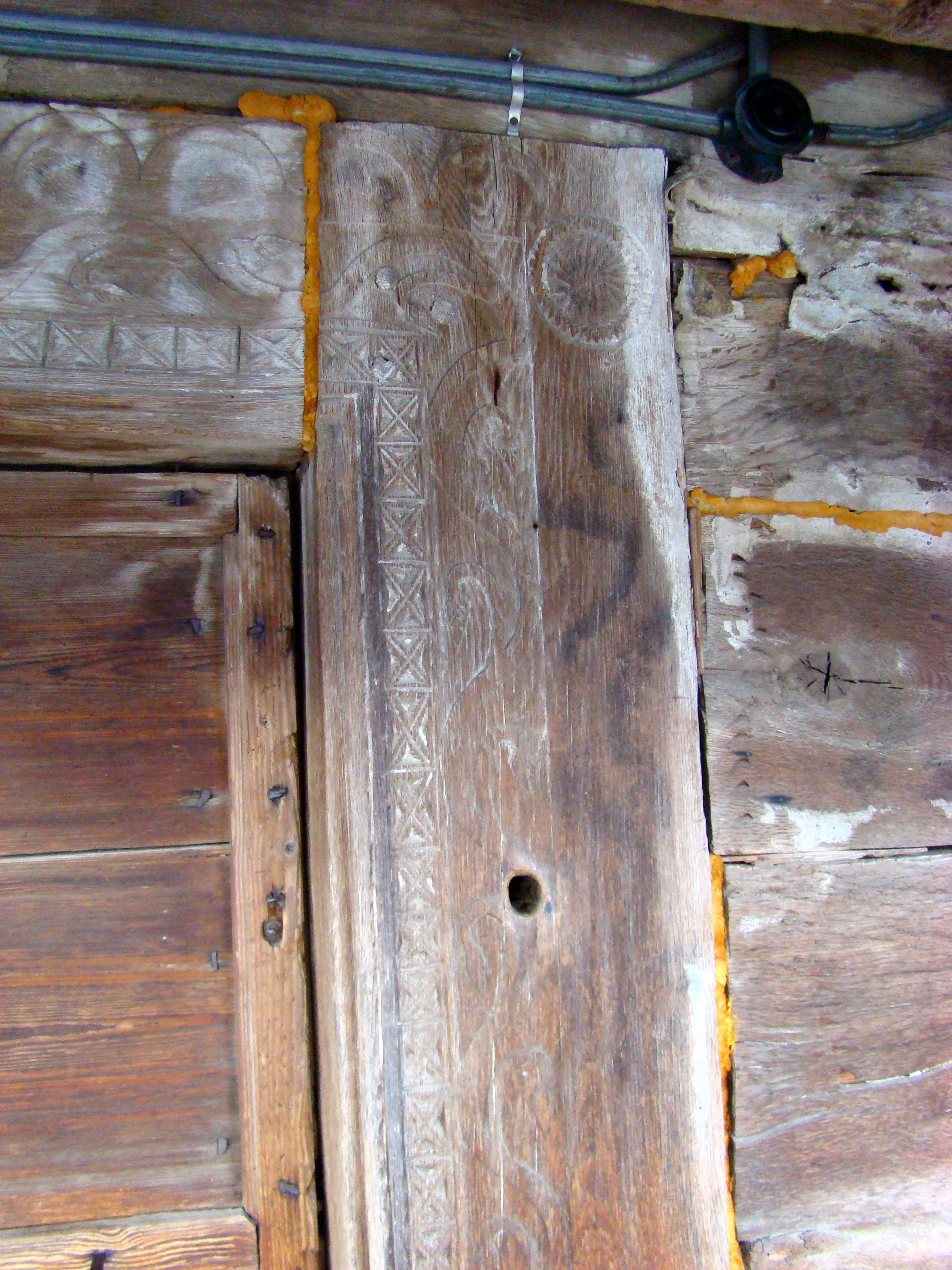
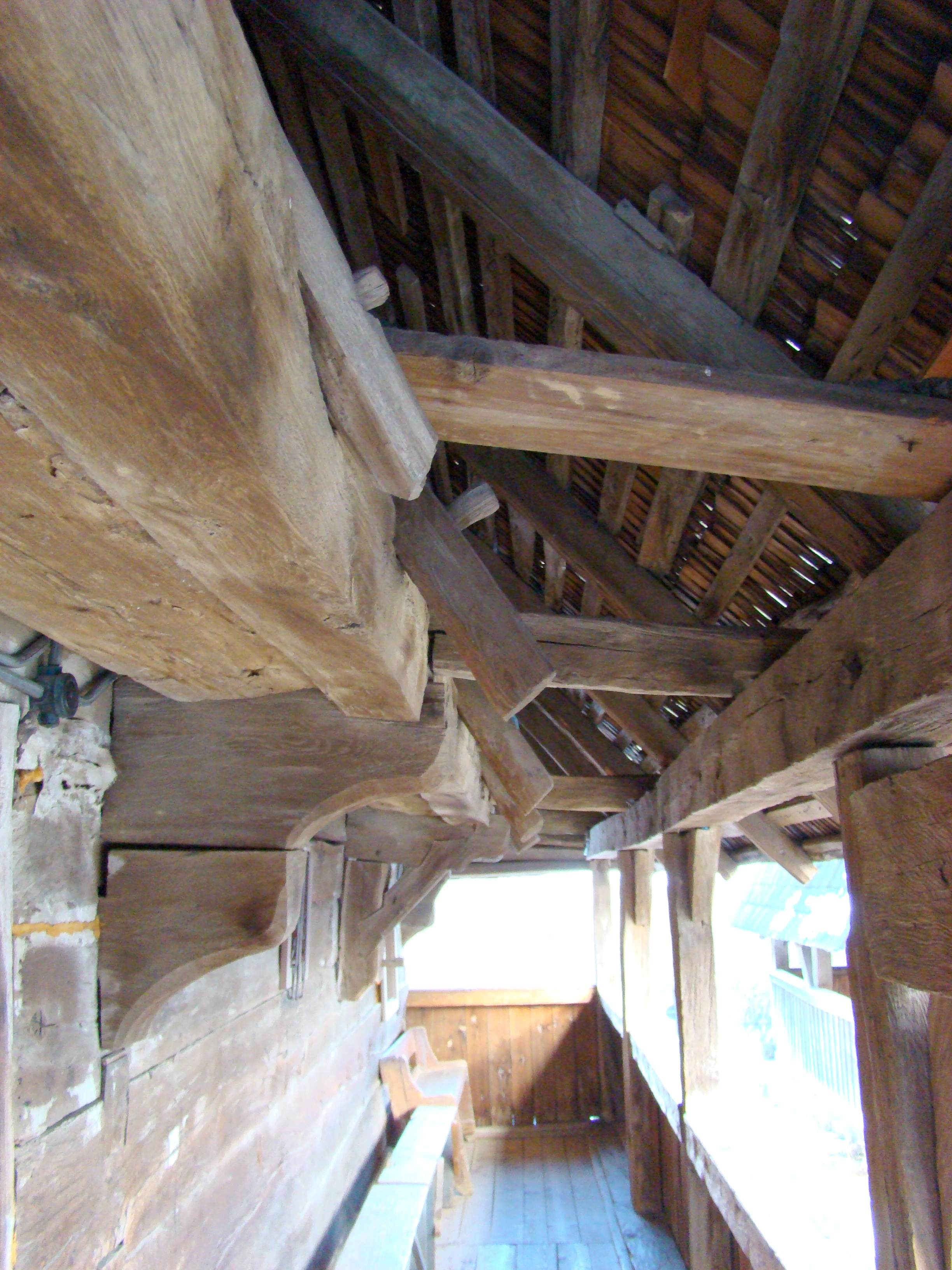
Detaliu din prispă
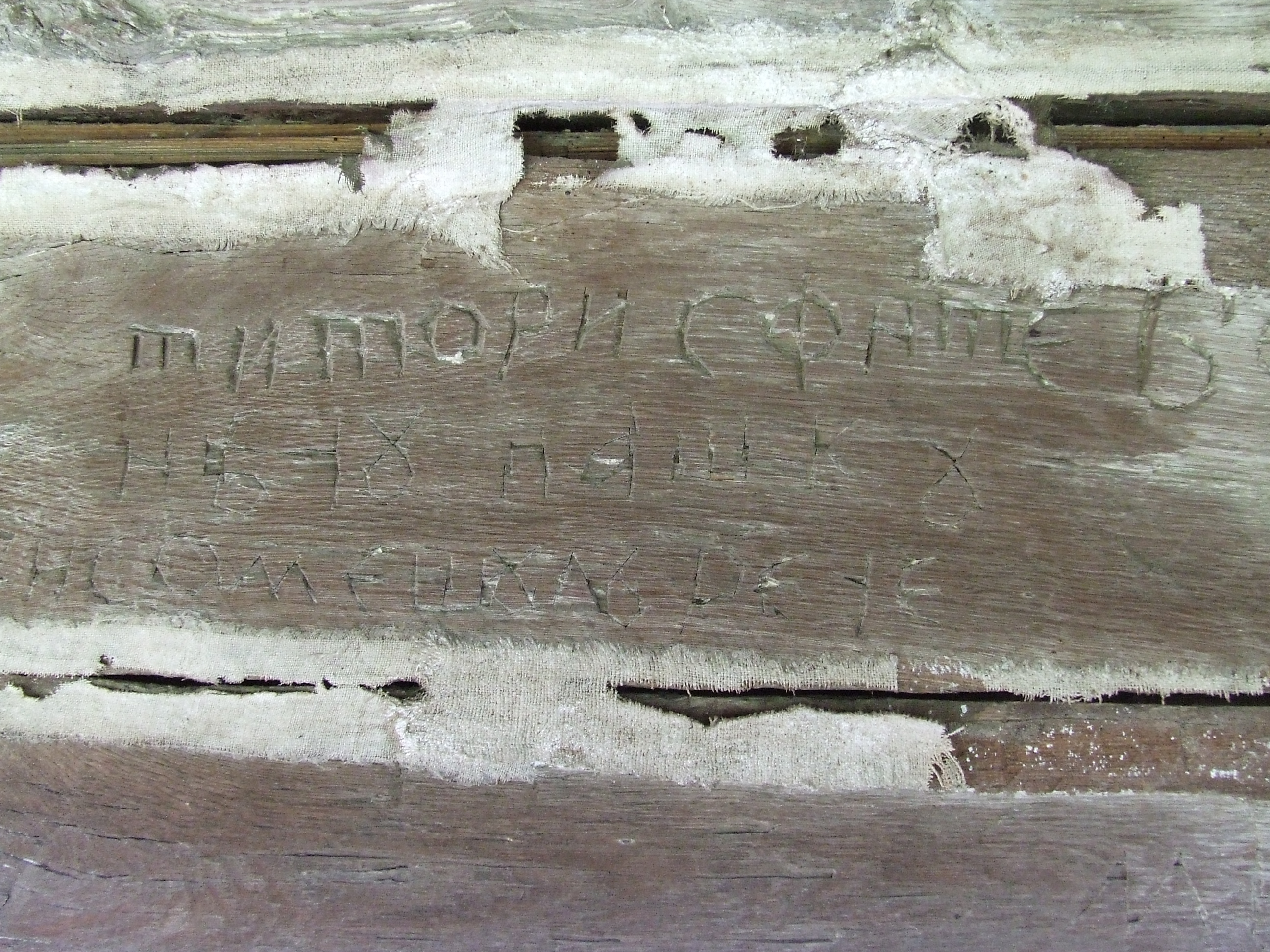
Fragment din inscripţia exterioară
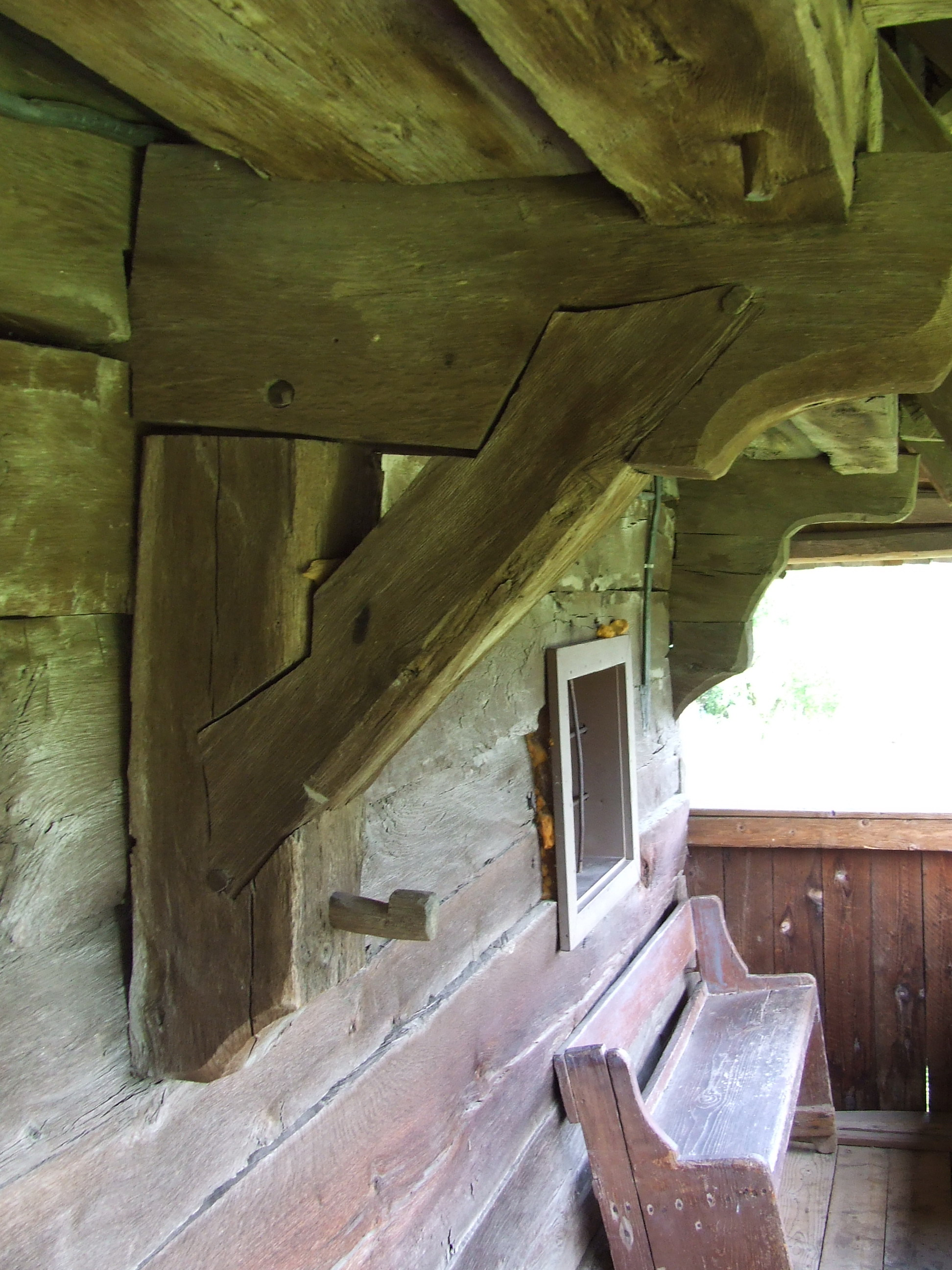
Detaliu din prispă
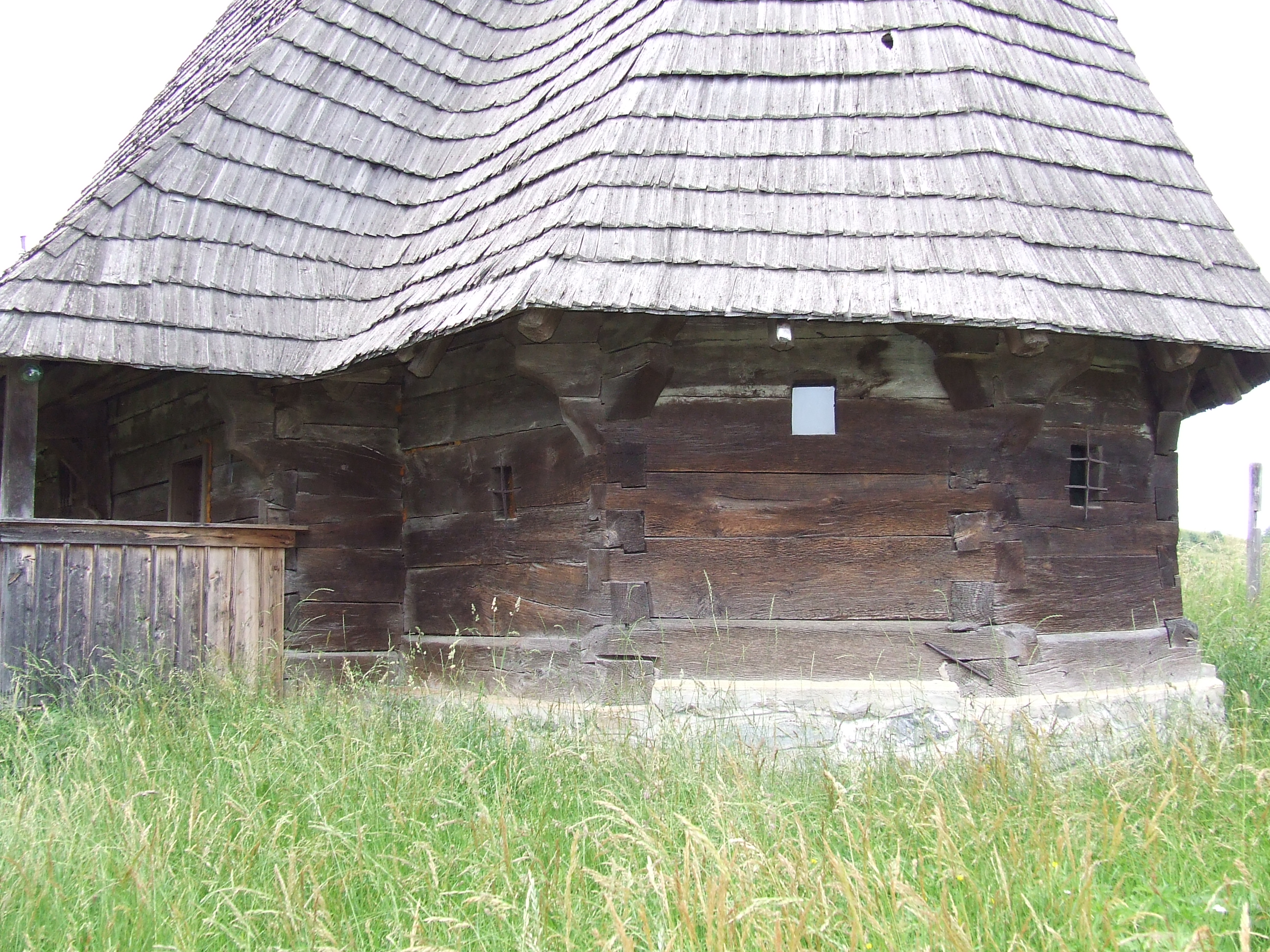
Absida altarului
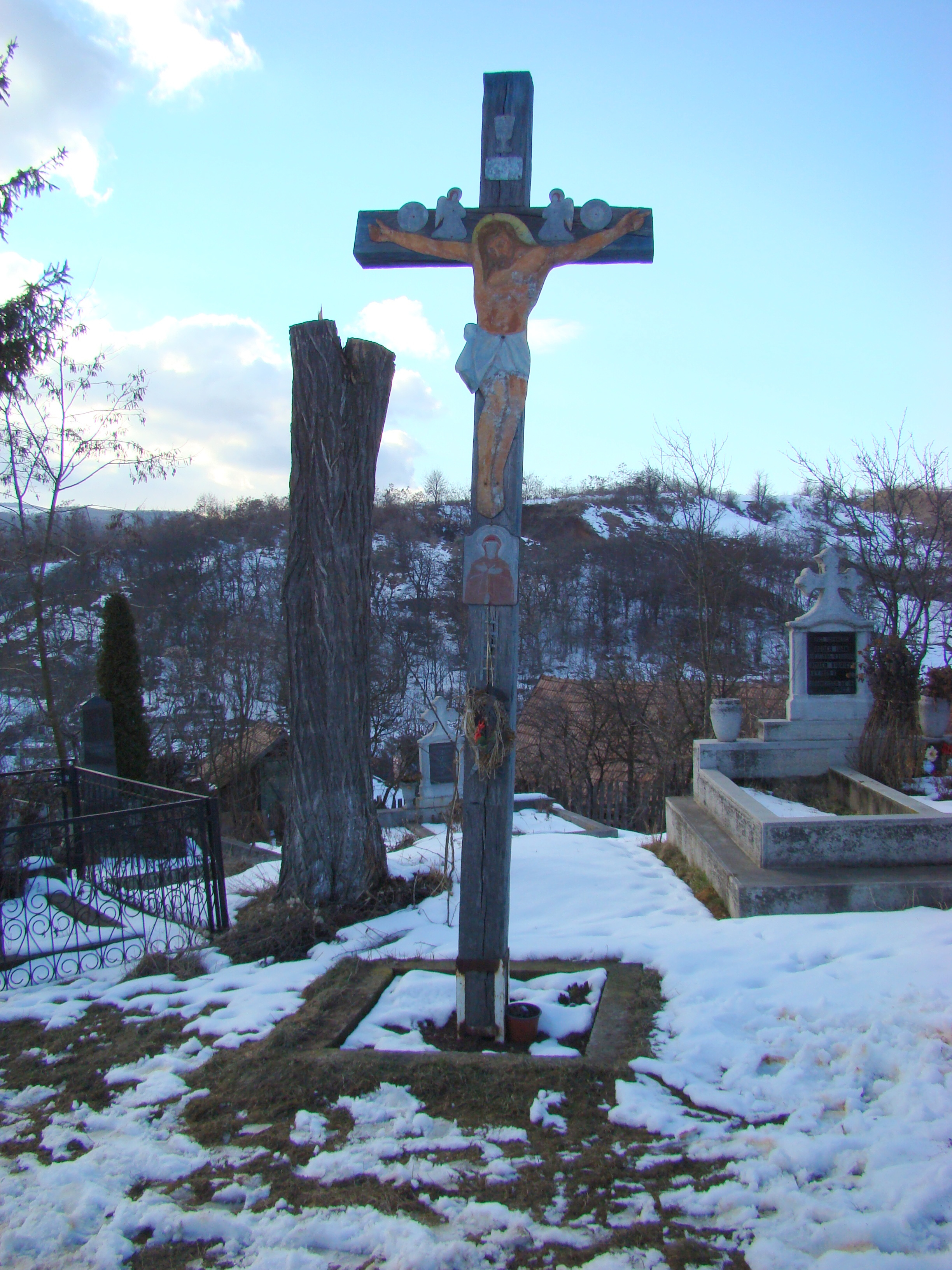
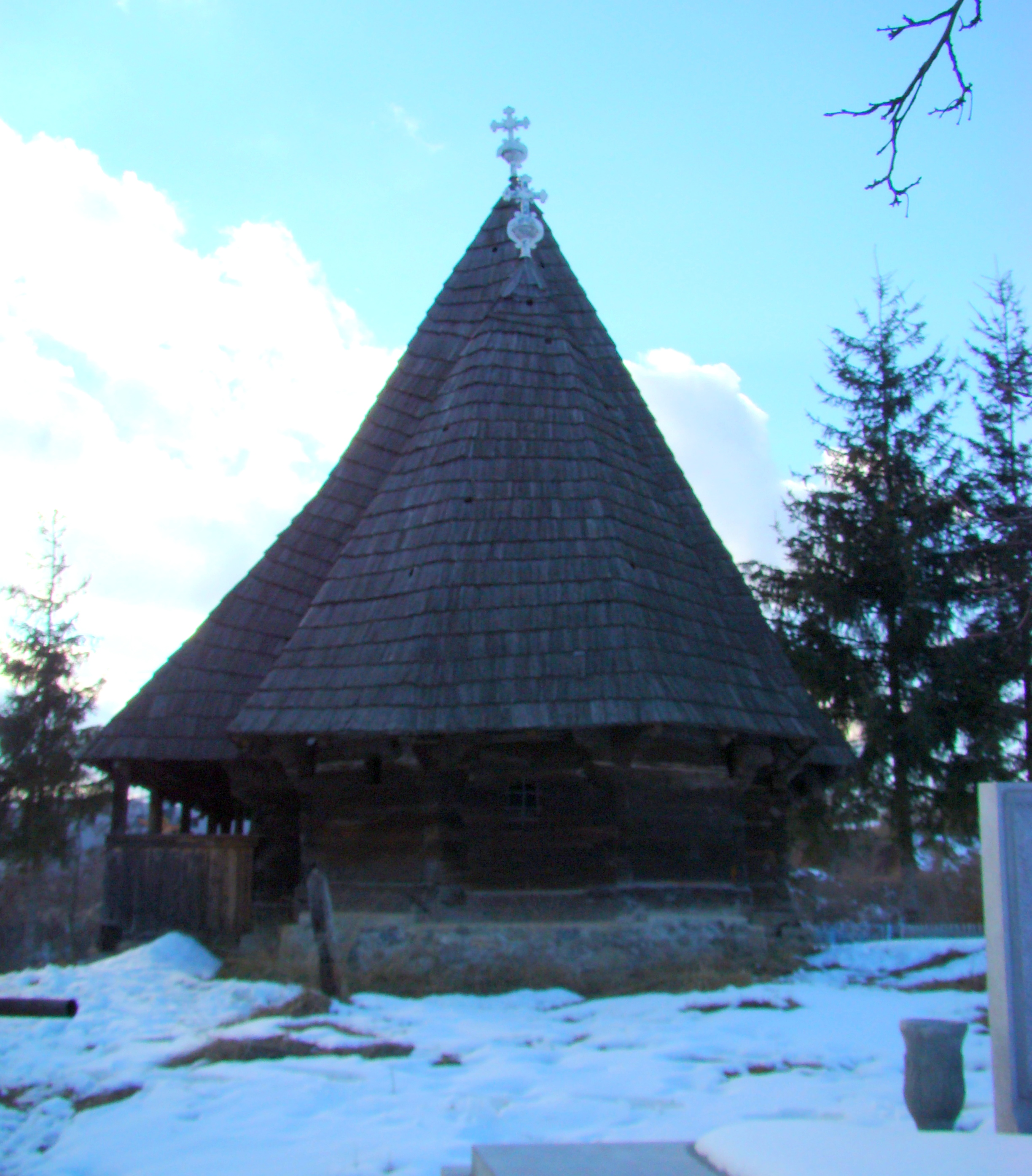
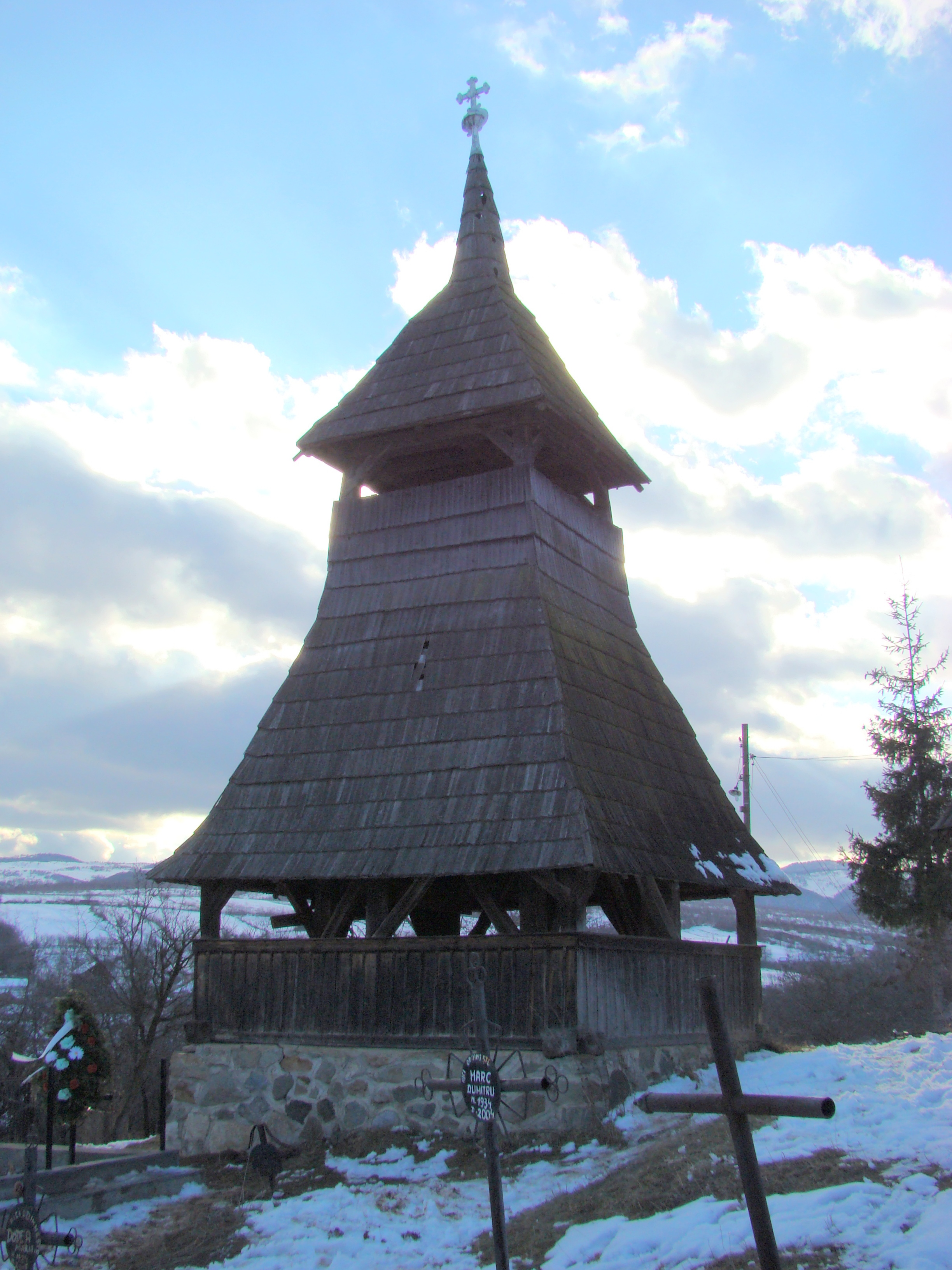
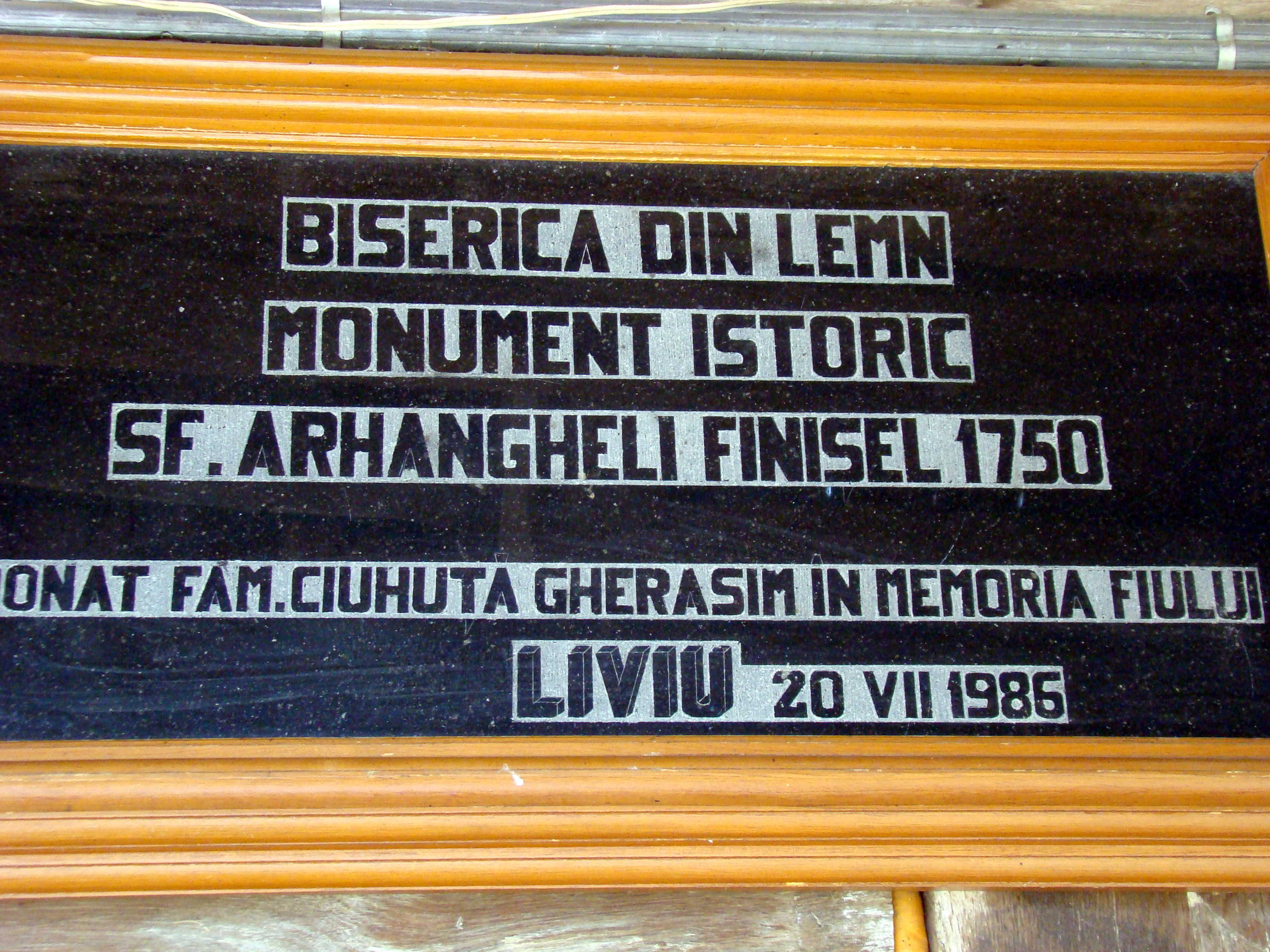
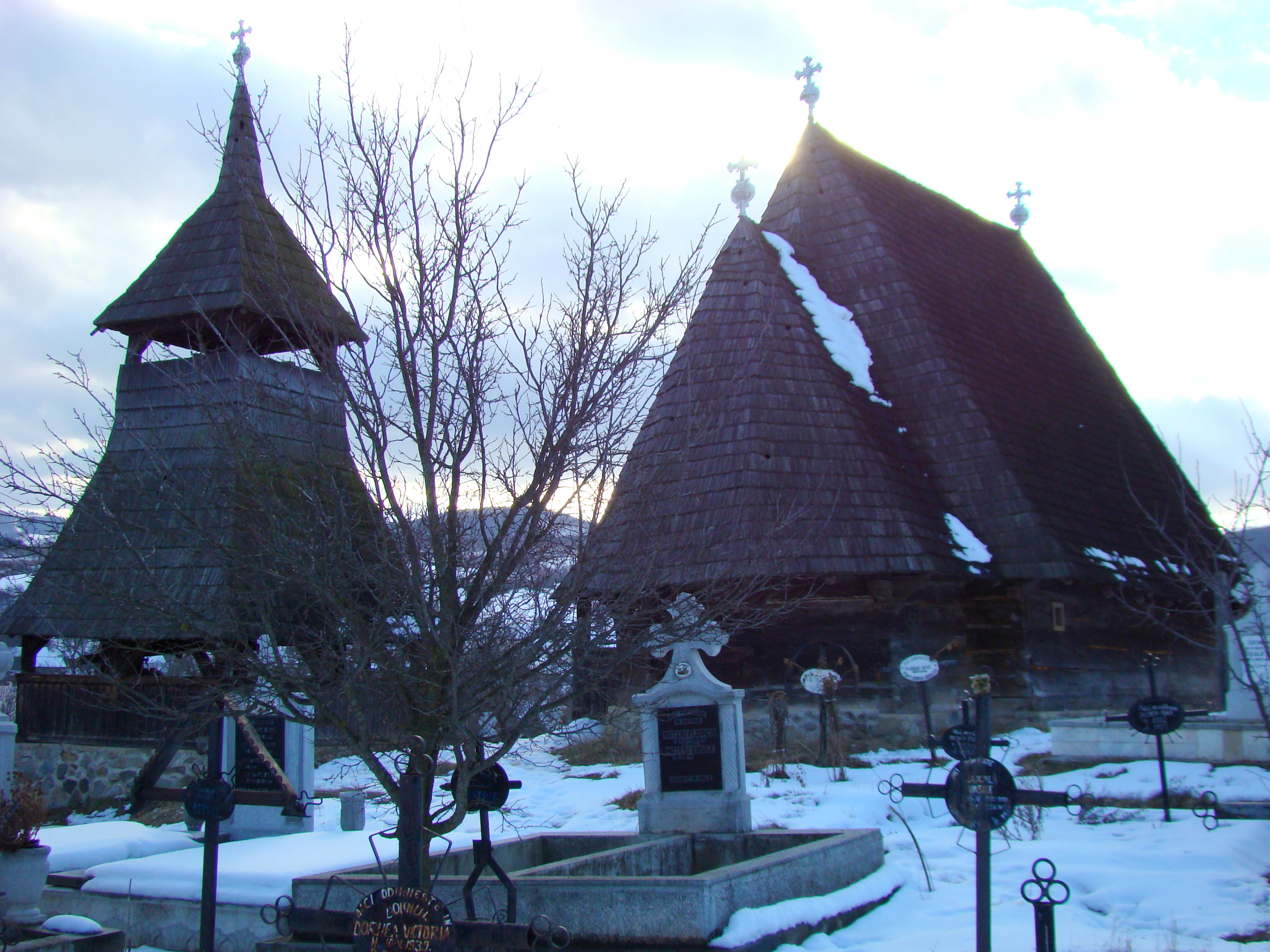
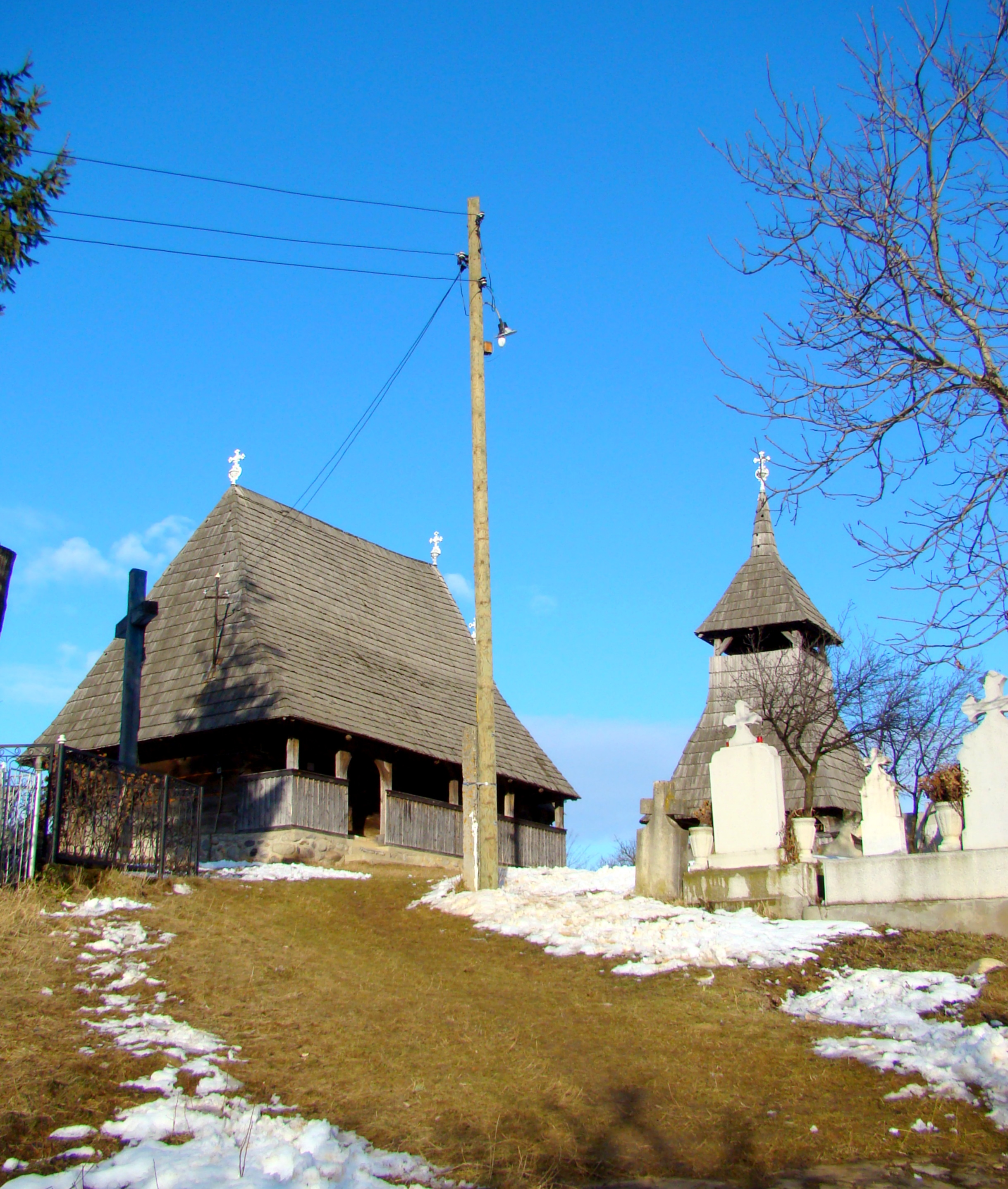

## Imagini din interior

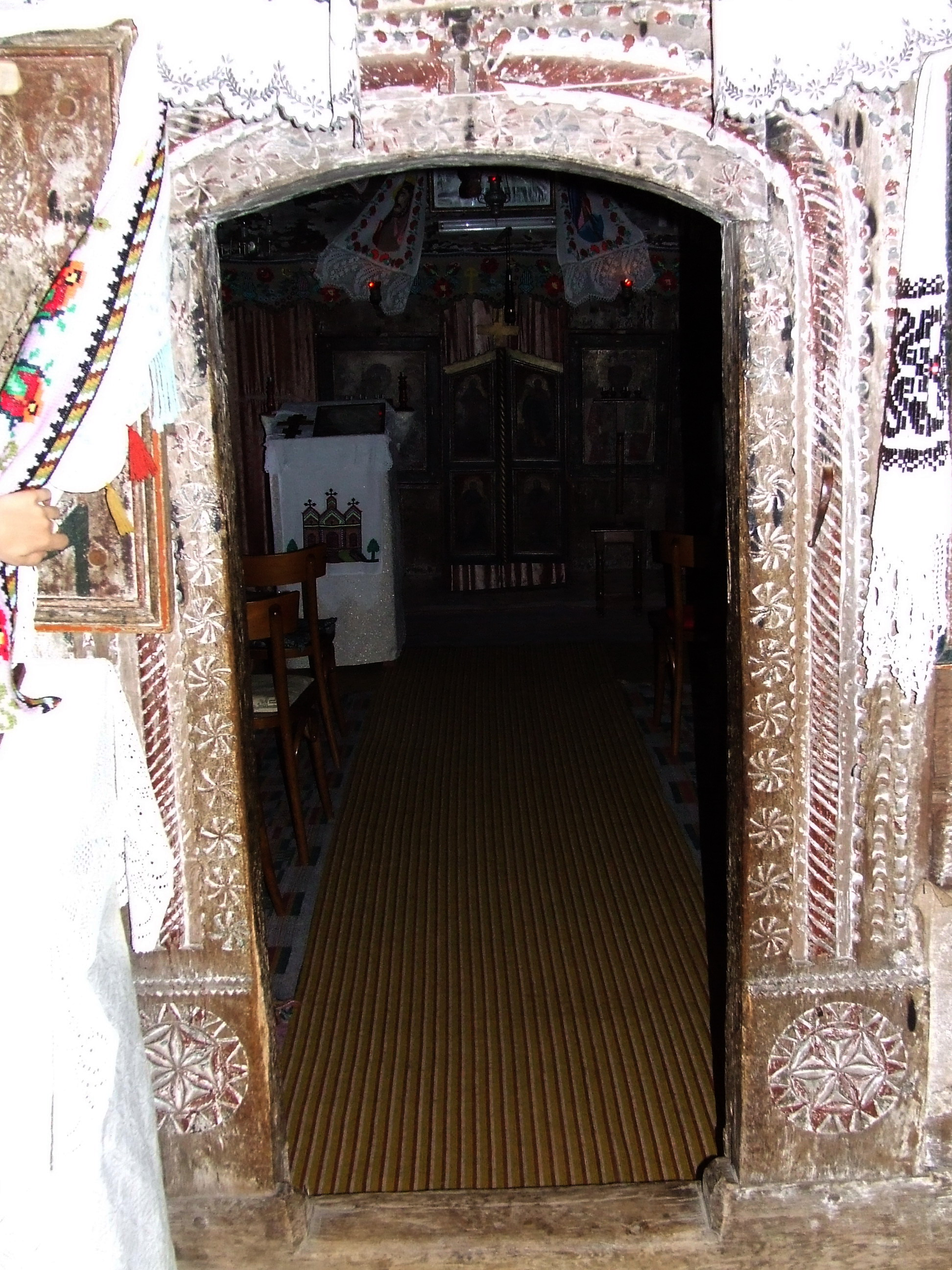
Portalul naosului
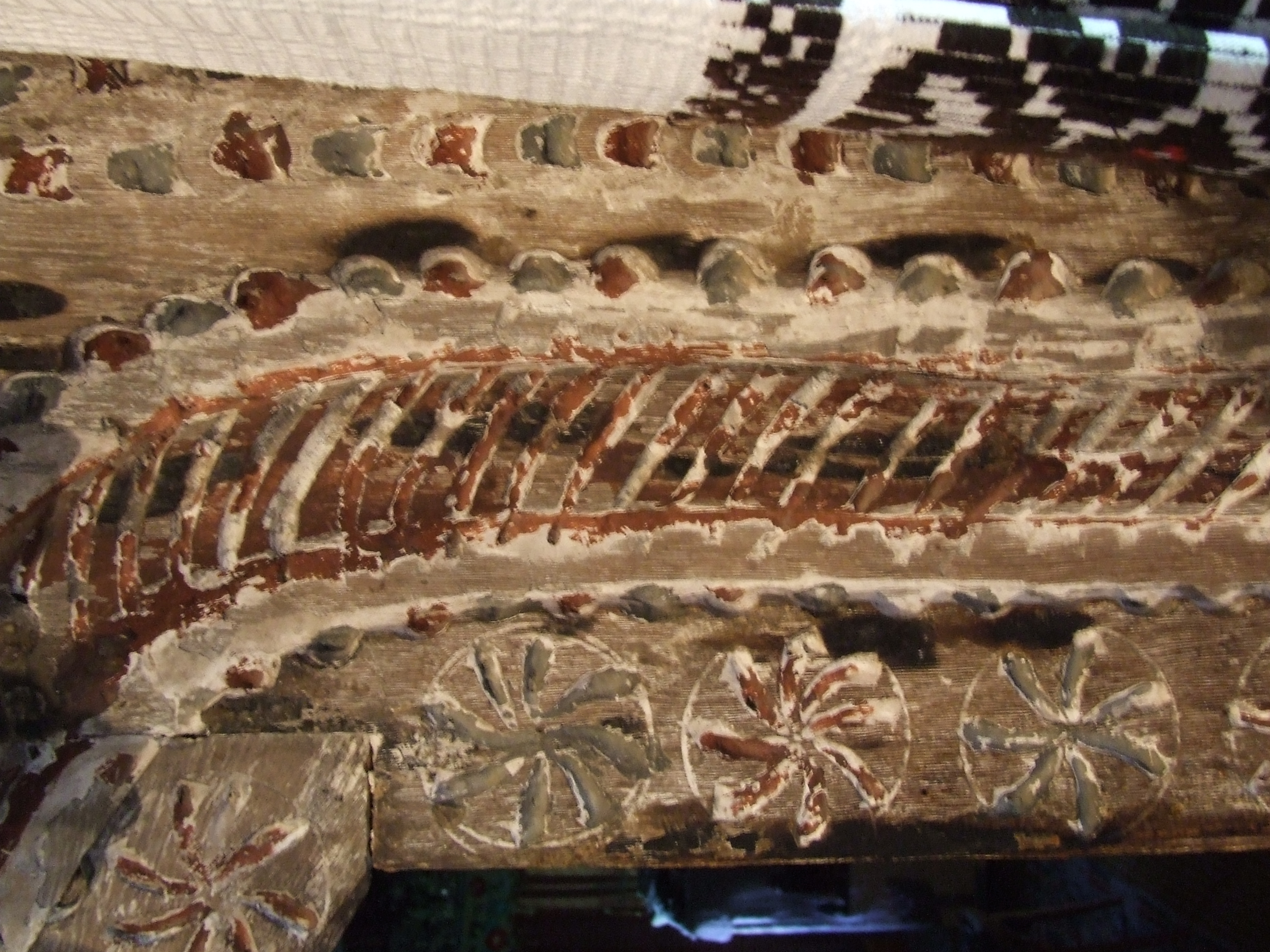
Detaliu. Portalul naosului
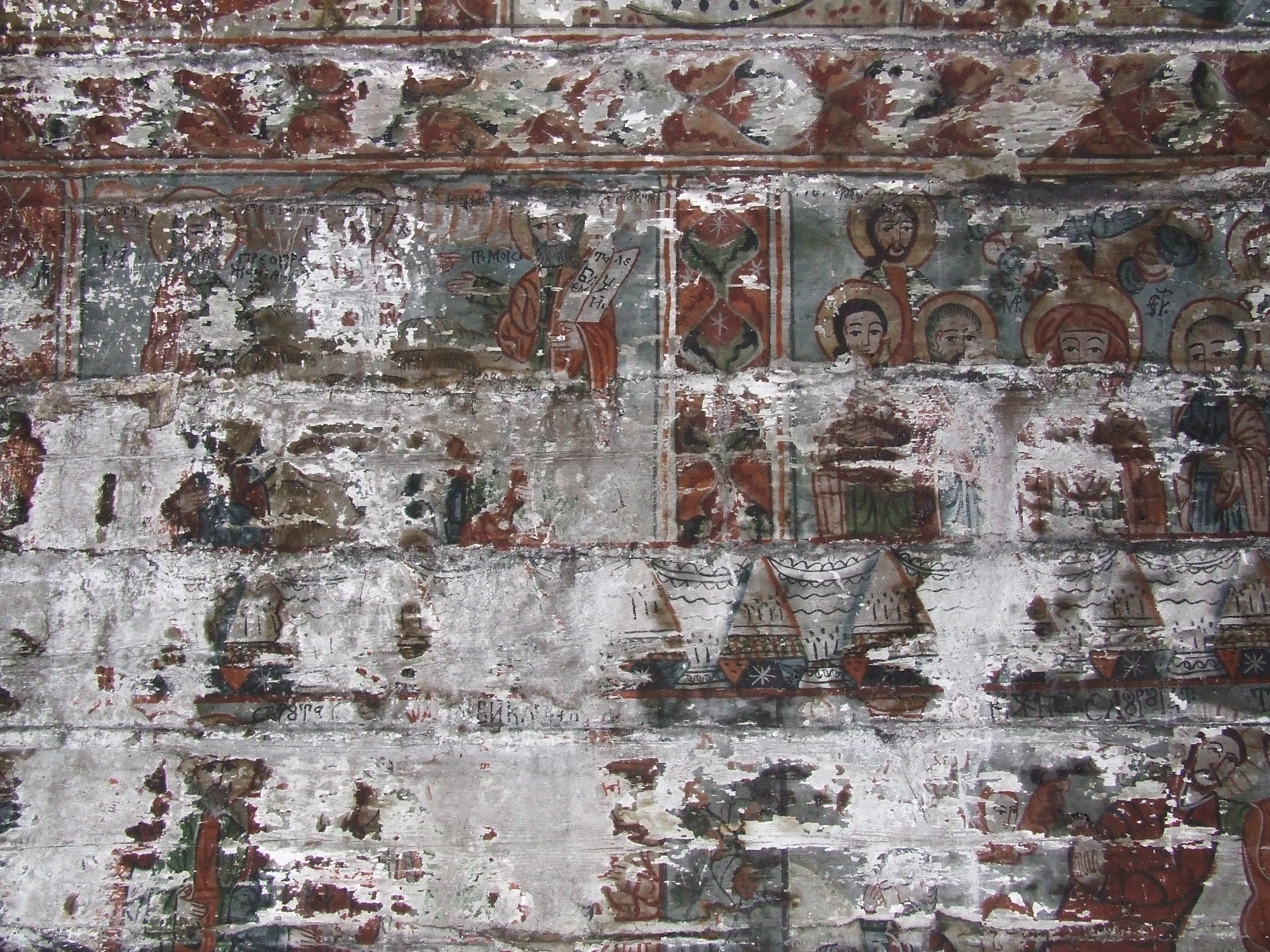
Fragment din pictura naosului
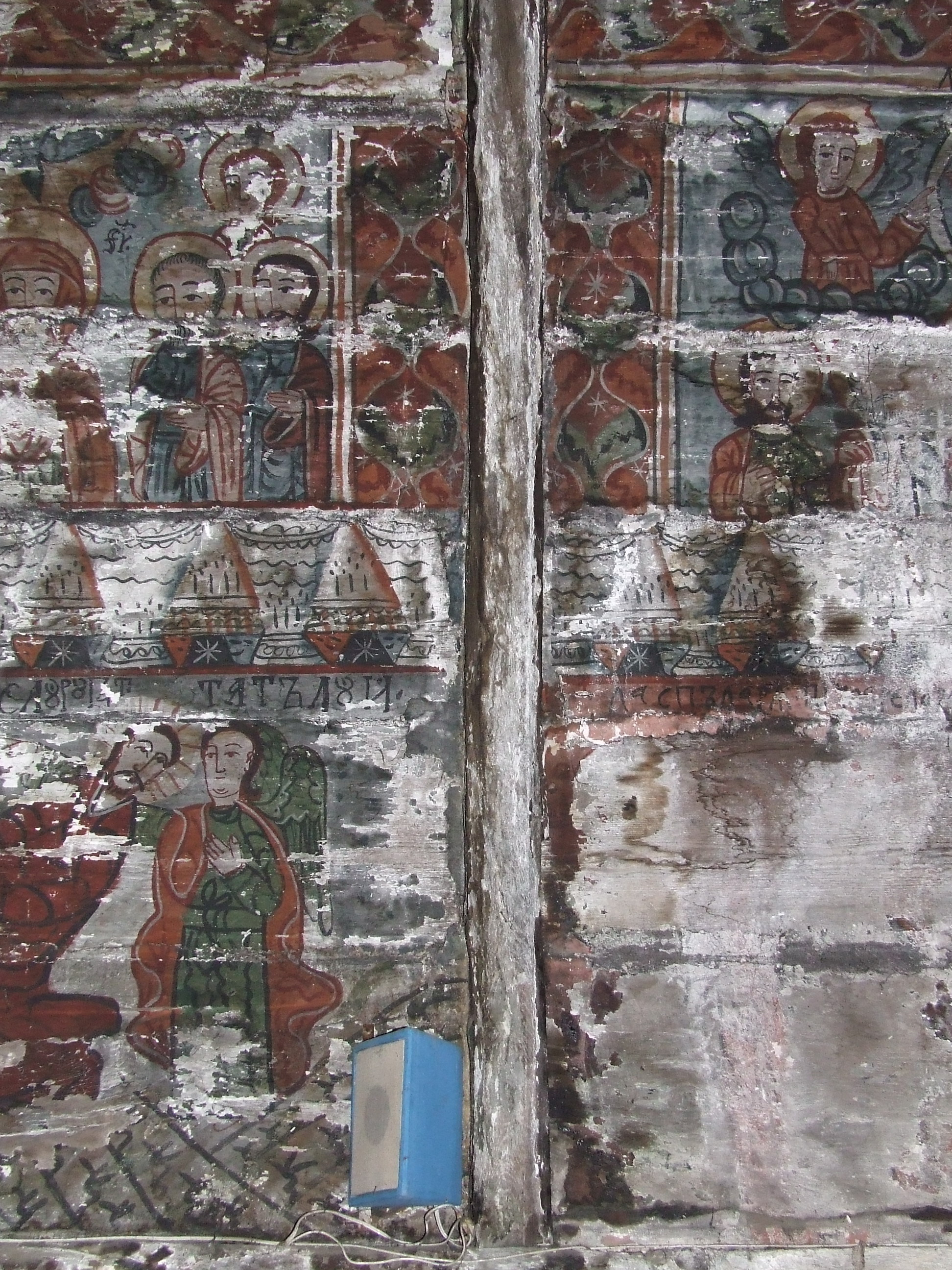
Detaliu arc-dublou
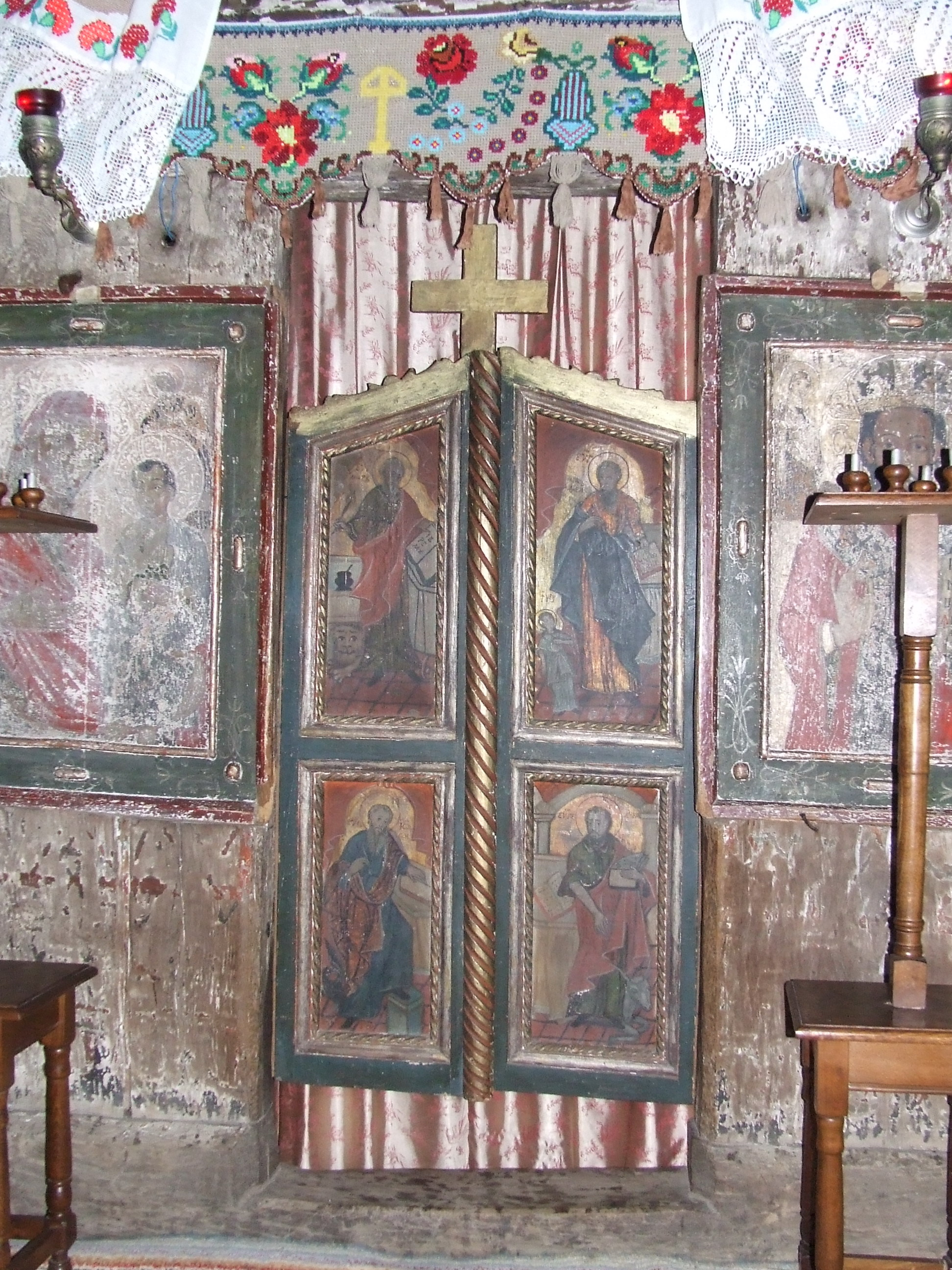
Uşile împărăteşti
Trecerea dintre naos şi pronaos. Vedere din naos
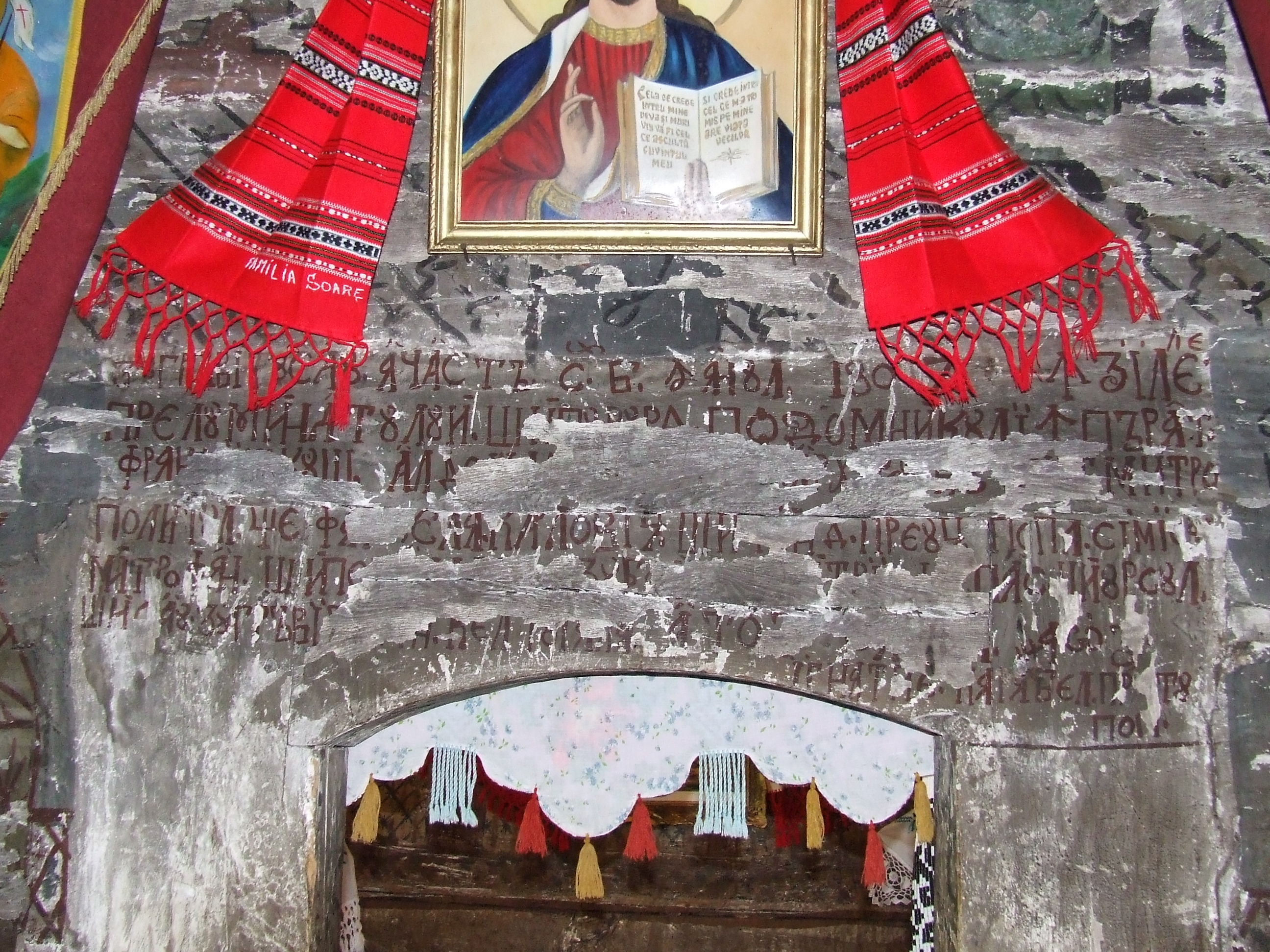
Inscripţia de deasupra portalului naosului
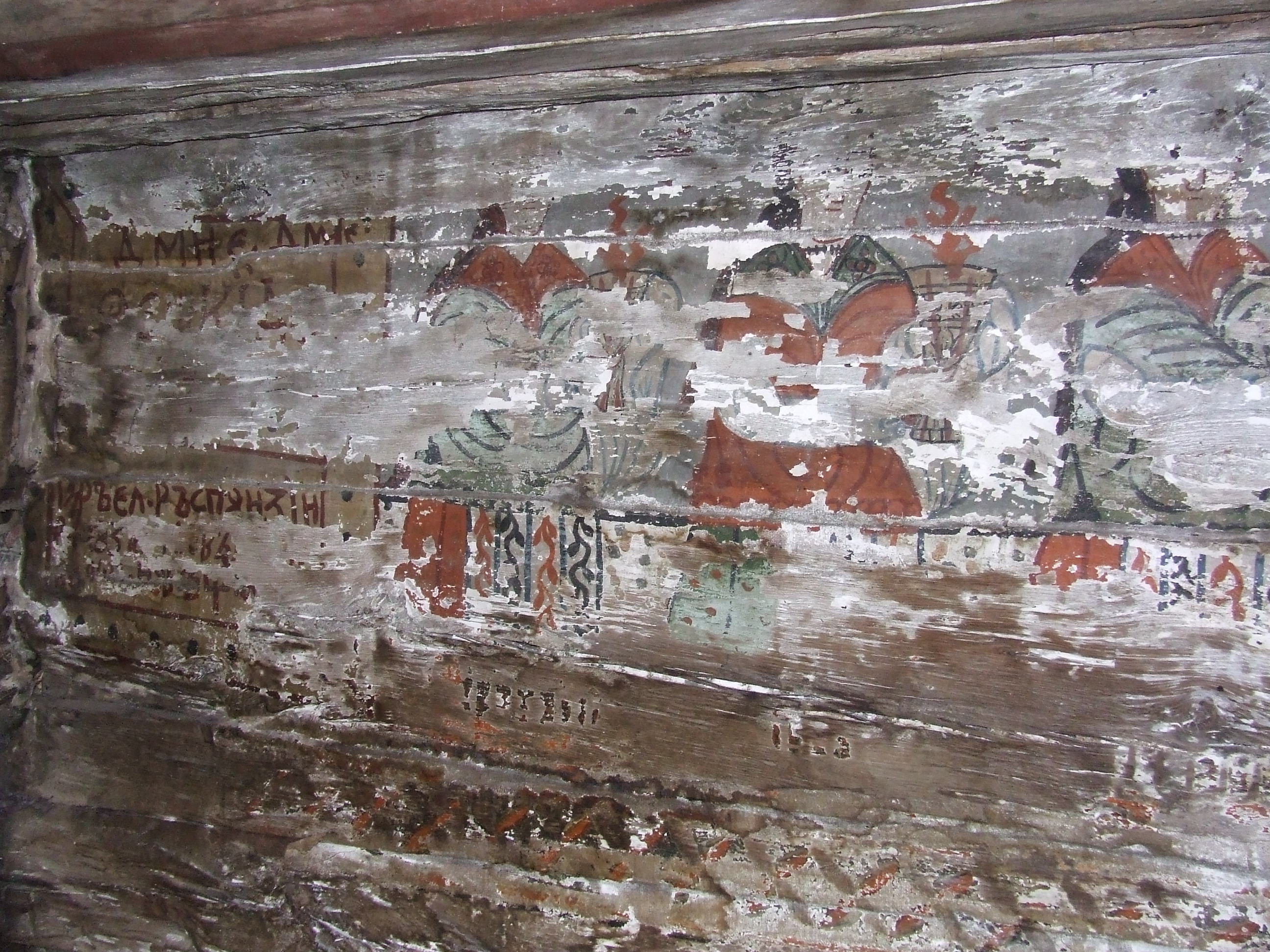
Pictură în pronaos
Vedere din pronaos
Grindă în pronaos